# Ла Бикока (Сијена)
Ла Бикока је насеље у Италији у округу Сијена, региону Тоскана.
Према процени из 2011. у насељу је живело 54 становника. Насеље се налази на надморској висини од 247 м.